# ジョン・ラッキー
ジョン・デラン・ラッキー（John Derran Lackey, 1978年10月23日 - ）は、アメリカ合衆国テキサス州アビリーン出身の元プロ野球選手（投手）。右投右打。愛称はラック。

## 経歴

### プロ入りとエンゼルス時代
1999年のMLBドラフト2巡目（全体68位）でアナハイム・エンゼルスから指名を受け、テキサス大学アーリントン校からプロ入り。プロ4年目となる2002年6月24日のテキサス・レンジャーズ戦でメジャーデビューを果たし、その年のポストシーズンチームがワールドチャンピオンに輝いた時、第7戦に先発登板していた。その試合で勝ち投手となり、球団史上初の世界一を決めた。第7戦で新人投手が勝ち投手となったのは1909年のワールドシリーズのベーブ・アダムズ以来である。

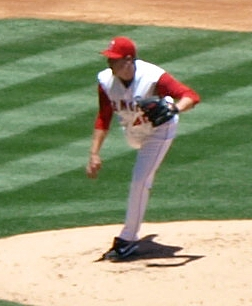
ロサンゼルス・エンゼルス時代
（2009年7月12日）

マイク・ソーシア監督はエースのジャロッド・ウォッシュバーンがスプリングトレーニング期間中に左肩を負傷したため、ラッキーを2003年の開幕投手に指名。同年、先発ローテーションに定着し、10勝16敗と負け越したが、翌2004年には14勝13敗を記録した。
2005年7月12日のオールスター開催前までの成績が6勝4敗、防御率4.22だったが、それ以後は8勝1敗・防御率2.57を記録。この成功の要因は、投球の幅を広げるために再び投げ始めたサークルチェンジだった。この当時をラッキー本人は、「若い頃はほとんど投げていなかったから、あまり自信がなかった。でも、もっと質の高い投球をするためには何が必要か、と考えた時にチェンジアップという答えが出たんだ」と語っている。シーズントータルではリーグ3位の199奪三振を記録し、奪三振率はヨハン・サンタナに次ぐリーグ2位の8.57を記録し、防御率3.44はチームメイトで同年サイ・ヤング賞投手バートロ・コローンより良かったが、打線の援護に恵まれず14勝に終わった。
2006年の開幕戦が行われた4月3日に球団と3年総額1701万ドル（4年目の2009年は球団側選択オプション）で契約延長し、13勝11敗、リーグ5位の防御率3.56、リーグ3位の190奪三振を記録した。7月には5勝1敗、防御率2.08の成績で自身初の月間最優秀投手に選出され、7月7日のオークランド・アスレチックス戦ではマーク・コッツェイに二塁打を1本打たれただけの準完全試合を達成した。シーズンオフに実施された日米野球では、アメリカ代表チームの一員として来日。第1戦と第5戦で先発投手に抜擢された。
2007年はリーグ2位タイの19勝（9敗）、防御率3.01で最優秀防御率のタイトルを獲得し、リーグ最多タイの2完封を記録した。 4月2日のレンジャーズ戦で4年ぶり2回目の開幕投手となり、5回を無失点に抑え、勝ち投手となった。5月11日から6月1日にかけて5戦5勝を記録し、6月13日にリーグ最速で10勝に到達。初のオールスターに選出された。サイ・ヤング賞の投票ではC.C.サバシア（119ポイント）、ジョシュ・ベケット（86ポイント）に次ぐ36ポイントを集めたが、大差での3位だったため評価が不当に低いのではという声もあった。
右ヒジ痛のため2008年は開幕を故障者リストで迎え、シーズン初登板は5月14日。5月の登板した4試合は7回以上を投げ、3失点以内に抑え、復活を印象づけた。6月も好調を持続。登板した全5試合で7回以上投げ、2失点以内に抑え、2度目の月間最優秀投手に選出された。6月29日のボストン・レッドソックス戦では9回一死まで無安打に抑えていたが、ダスティン・ペドロイアに安打を打たれ、ケビン・ユーキリスに2点本塁打を浴びたが、6-2で完投勝利。12勝5敗、防御率3.75の成績でシーズンを終え、球団は900万ドルのオプションを行使し、2009年もエンゼルスでプレーすることが決まった。
昨年に続き、2009年も開幕を故障者リストで迎え、シーズン初登板は5月16日のレンジャーズ戦。その復帰戦では、初回先頭打者のイアン・キンズラーに死球を与え、2球で危険球退場となった。8月30日のアスレチックス戦で球団史上5人目となる通算100勝を達成。シーズン終了後、FAとなった。

### レッドソックス時代

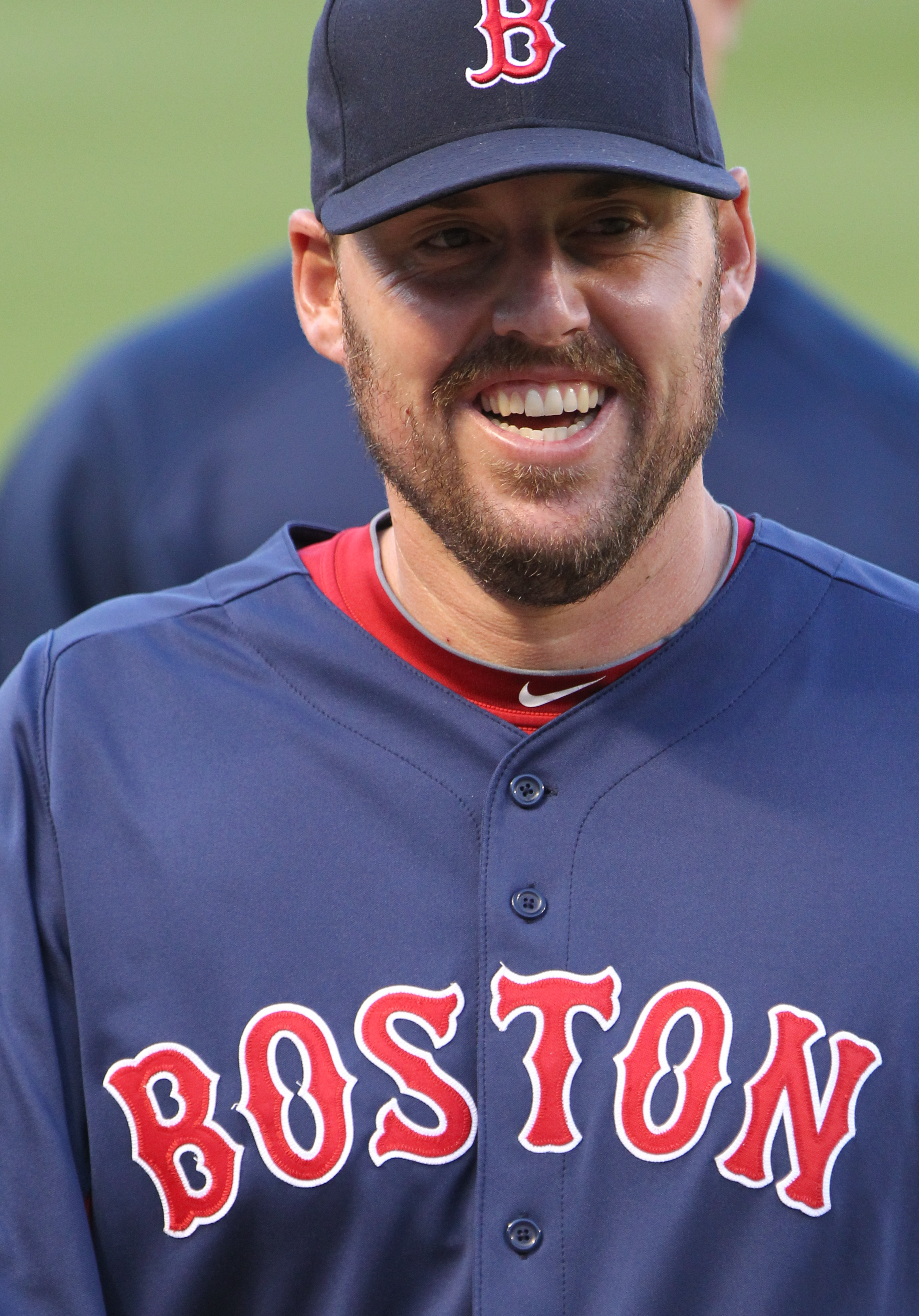
ボストン・レッドソックス時代
（2011年4月26日）

2009年12月16日にレッドソックスと5年総額8250万ドルの契約に合意。それまでずっと着けていた背番号41はビクター・マルティネスが着けているため、40を選択した。マルティネスがデトロイト・タイガースへ移籍した2011年からは背番号を41に戻した。
2011年オフにトミー・ジョン手術を受け、2012年はマイナーを含めて1試合も登板できなかった。
2013年、開幕5試合目で復帰したものの、その後1試合をAA級ポートランド・シードッグスで調整し、4月28日にようやく本格復帰となった。ワールドシリーズでは最終第6戦で先発登板し、6回無失点で勝利投手になった。

### カージナルス時代

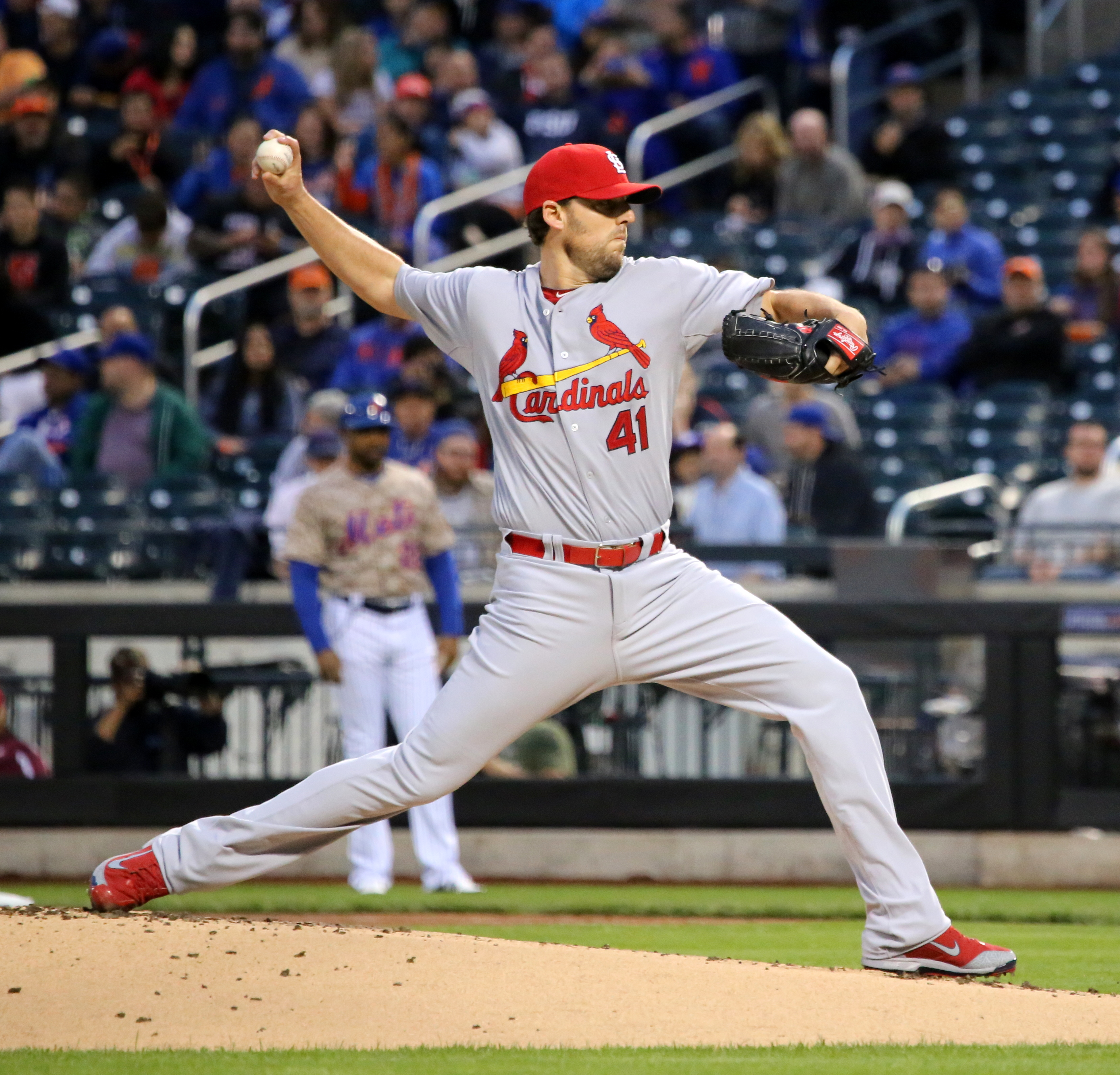
セントルイス・カージナルス時代
（2015年5月18日）

2014年7月31日、レッドソックスのプレーオフ進出の可能性が低くなったため、アレン・クレイグ、ジョー・ケリーとのトレードで、コーリー・リトレルと共にセントルイス・カージナルスへ移籍した。
移籍した際、背番号「41」はリリーバーのパット・ネシェックが付けていた。ネシェックの趣味がサイングッズ収集であることから、ラッキーはベーブ・ルースのサインボールと背番号の交換を申し出た。ネシェックはこれを受け入れ、ラッキーは無事背番号「41」を手に入れることができた。
2015年、自身5年ぶり6度目となる200イニングを記録した。また、自身初めて防御率2点台を記録したが、これは指名打者制のアメリカンリーグのチームの所属が長かったことも影響している。11月2日にFAとなった。

### カブス時代
2015年12月8日にシカゴ・カブスと2年総額3200万ドルの契約を結んだ。
2016年は29試合に先発登板し、11勝8敗、防御率3.35を記録し、通算2000奪三振を達成した。ディビジョンシリーズとリーグチャンピオンシップシリーズではそれぞれ1試合に先発登板したが、いずれも5回持たず降板、ワールドシリーズでは第4戦に先発登板したが、5回3失点で敗戦投手となった。
2017年は31試合（先発30試合）に登板し12勝を記録したが、リーグ最多の36被本塁打を許し防御率4.59と、成績自体は前年よりも落ちる結果となった。11月2日にFAとなった。

## 選手としての特徴
最速96.0mph（約154.5km/h）、平均91.5mph（約147.3km/h）の速球（フォーシームとツーシーム）と、決め球である平均83.8mphの縦スライダーを中心に使用し、その他に平均79.3mphのカーブ、平均83.9mphのチェンジアップを使用する。2011年以前は平均91.4mphのカッターも投じていたが、2011年のトミー・ジョン手術後（2013年以降）は使用していない。

## 詳細情報

### 年度別投手成績
| 年 度     | 球 団     | 登 板 | 先 発 | 完 投 | 完 封 | 無 四 球 | 勝 利 | 敗 戦 | セ 丨 ブ | ホ 丨 ル ド | 勝 率 | 打 者 | 投 球 回 | 被 安 打 | 被 本 塁 打 | 与 四 球 | 敬 遠 | 与 死 球 | 奪 三 振 | 暴 投 | ボ 丨 ク | 失 点 | 自 責 点 | 防 御 率 | W H I P |
| --------- | --------- | ----- | ----- | ----- | ----- | -------- | ----- | ----- | -------- | ----------- | ----- | ----- | -------- | -------- | ----------- | -------- | ----- | -------- | -------- | ----- | -------- | ----- | -------- | -------- | ------- |
| 2002      | ANA LAA   | 18    | 18    | 1     | 0     | 0        | 9     | 4     | 0        | 0           | .692  | 465   | 108.1    | 113      | 10          | 33       | 0     | 4        | 69       | 7     | 2        | 52    | 44       | 3.66     | 1.35    |
| 2003      | ANA LAA   | 33    | 33    | 2     | 2     | 1        | 10    | 16    | 0        | 0           | .385  | 885   | 204.0    | 223      | 31          | 66       | 4     | 10       | 151      | 11    | 1        | 117   | 105      | 4.63     | 1.42    |
| 2004      | ANA LAA   | 33    | 32    | 1     | 1     | 0        | 14    | 13    | 0        | 0           | .519  | 855   | 198.1    | 215      | 22          | 60       | 4     | 8        | 144      | 11    | 1        | 108   | 103      | 4.67     | 1.39    |
| 2005      | ANA LAA   | 33    | 33    | 1     | 0     | 1        | 14    | 5     | 0        | 0           | .737  | 892   | 209.0    | 208      | 13          | 71       | 3     | 11       | 199      | 18    | 0        | 85    | 80       | 3.44     | 1.33    |
| 2006      | ANA LAA   | 33    | 33    | 3     | 2     | 2        | 13    | 11    | 0        | 0           | .542  | 922   | 217.2    | 203      | 14          | 72       | 4     | 9        | 190      | 16    | 0        | 98    | 86       | 3.56     | 1.26    |
| 2007      | ANA LAA   | 33    | 33    | 2     | 2     | 1        | 19    | 9     | 0        | 0           | .679  | 929   | 224.0    | 219      | 18          | 52       | 2     | 12       | 179      | 9     | 1        | 87    | 75       | 3.01     | 1.21    |
| 2008      | ANA LAA   | 24    | 24    | 3     | 0     | 1        | 12    | 5     | 0        | 0           | .706  | 675   | 163.1    | 161      | 26          | 40       | 1     | 10       | 130      | 5     | 0        | 71    | 68       | 3.75     | 1.23    |
| 2009      | ANA LAA   | 27    | 27    | 1     | 1     | 0        | 11    | 8     | 0        | 0           | .579  | 748   | 176.1    | 177      | 17          | 47       | 1     | 9        | 139      | 6     | 0        | 84    | 75       | 3.83     | 1.27    |
| 2010      | BOS       | 33    | 33    | 0     | 0     | 0        | 14    | 11    | 0        | 0           | .560  | 930   | 215.0    | 233      | 18          | 72       | 2     | 9        | 156      | 3     | 0        | 114   | 105      | 4.40     | 1.42    |
| 2011      | BOS       | 28    | 28    | 0     | 0     | 0        | 12    | 12    | 0        | 0           | .500  | 743   | 160.0    | 203      | 20          | 56       | 1     | 19       | 108      | 11    | 0        | 119   | 114      | 6.41     | 1.62    |
| 2013      | BOS       | 29    | 29    | 2     | 0     | 1        | 10    | 13    | 0        | 0           | .435  | 161   | 189.1    | 179      | 26          | 40       | 0     | 6        | 161      | 4     | 0        | 80    | 74       | 3.52     | 1.16    |
| 2014      | BOS       | 21    | 21    | 1     | 0     | 0        | 11    | 7     | 0        | 0           | .611  | 572   | 137.1    | 137      | 15          | 32       | 0     | 0        | 116      | 3     | 1        | 60    | 55       | 3.60     | 1.23    |
| 2014      | STL       | 10    | 10    | 0     | 0     | 0        | 3     | 3     | 0        | 0           | .500  | 261   | 60.2     | 69       | 9           | 15       | 1     | 1        | 48       | 1     | 1        | 34    | 29       | 4.30     | 1.39    |
| '14計     | STL       | 31    | 31    | 1     | 0     | 0        | 14    | 10    | 0        | 0           | .583  | 833   | 198.0    | 206      | 24          | 47       | 1     | 1        | 164      | 4     | 2        | 94    | 84       | 3.82     | 1.28    |
| 2015      | STL       | 33    | 33    | 1     | 0     | 0        | 13    | 10    | 0        | 0           | .565  | 896   | 218.0    | 211      | 21          | 53       | 5     | 4        | 175      | 5     | 3        | 71    | 67       | 2.77     | 1.21    |
| 2016      | CHC       | 29    | 29    | 0     | 0     | 0        | 11    | 8     | 0        | 0           | .579  | 748   | 188.1    | 146      | 23          | 53       | 1     | 9        | 180      | 4     | 0        | 74    | 70       | 3.35     | 1.35    |
| 2017      | CHC       | 31    | 30    | 0     | 0     | 0        | 12    | 12    | 0        | 0           | .500  | 731   | 170.2    | 165      | 36          | 53       | 3     | 12       | 149      | 11    | 2        | 93    | 87       | 4.59     | 1.28    |
| MLB：13年 | MLB：13年 | 448   | 446   | 18    | 8     | 7        | 188   | 147   | 0        | 0           | .561  | 12030 | 2840.0   | 2862     | 319         | 815      | 32    | 133      | 2294     | 125   | 12       | 1347  | 1237     | 3.92     | 1.30    |

- 2018年度シーズン終了時
- 各年度の太字はリーグ最高
- ANA（アナハイム・エンゼルス）は、2005年にLAA（ロサンゼルス・エンゼルス・オブ・アナハイム）に球団名を変更

### 年度別守備成績
| 年 度 | 球 団 | 投手（P） | 投手（P） | 投手（P） | 投手（P） | 投手（P） | 投手（P） |
| 年 度 | 球 団 | 試 合     | 刺 殺     | 補 殺     | 失 策     | 併 殺     | 守 備 率  |
| ----- | ----- | --------- | --------- | --------- | --------- | --------- | --------- |

### タイトル
- 最優秀防御率：1回（2007年）

### 表彰
- 月間最優秀投手：2回（2006年7月、2008年6月）
- トニー・コニグリアロ賞：1回（2013年）

### 記録
- MLBオールスターゲーム選出：1回（2007年）

### 背番号
- 41（2002年 - 2009年、2011年、2013年 - 2017年）
- 40（2010年）